# Иконников, Василий Николаевич
Васи́лий Никола́евич Ико́нников (род. 26 апреля 1961, Орёл, СССР) — первый секретарь Орловского обкома КПРФ, член ЦК КПРФ, член бюро областного отделения КПРФ, депутат Государственной Думы ФС РФ VI созыва, избранный в состав регионального списка кандидатов от Орловской области.
Сенатор Российской Федерации — представитель от законодательного (представительного) органа государственной власти Орловской области. Входит в Комитет Совета Федерации по бюджету и финансовым рынкам.
Из-за поддержки нарушения территориальной целостности Украины во время российско-украинской войны находится под персональными международными санкциями Евросоюза, США, Великобритании и ряда других стран.

## Биография
В 1980—1982 годах проходил службу в армии. С 1982 по 1991 год занимал различные посты в Орловском обкоме комсомола и горкоме КПСС.
В 1988 закончил Всесоюзный заочный инженерно-строительный институт по специальности «инженер-строитель». Кандидат экономических наук.
С 1991 по 1996 — замдиректора и директор АО «Исток». В 1996—2001 г. — заместитель, первый заместитель мэра города Орла.
С 2001-го по 2006-й — председатель Орловского городского Совета народных депутатов. В 2006—2007 годах — заместитель главы администрации города Орла.
С 2007 — депутат, руководитель фракции КПРФ в Орловском областном Совете народных депутатов.
С 2011—2016 — депутат Государственной Думы Федерального Собрания РФ.
С октября 2016 года — член (сенатор) Совета Федерации Федерального собрания Российской Федерации — представитель от законодательного (представительного) органа государственной власти Орловской области, член Комитета Совета Федерации по бюджету и финансовым рынкам.
В марте 2020 года был одним из трёх членов Совета Федерации, которые воздержались при голосовании по закону о поправках к конституции.